# Camillo Baffi
Camillo Baffi (Rivergaro, 7 luglio 1942 – Busto Arsizio, 25 agosto 2012) è stato un allenatore di calcio e calciatore italiano, di ruolo attaccante.

## Carriera

### Club
Ala ambidestra, cresce nel Codogno e nel 1960 passa al Brescia, entrando stabilmente nella rosa della prima squadra a partire dall'anno successivo. Con la maglia delle Rondinelle scende in campo 34 volte con 9 reti realizzate nel campionato di Serie B; nel 1964 viene ceduto in Serie C, alla Cremonese, con cui conquista la maglia da titolare giocando 29 partite.
Nel 1965 passa alla Pro Patria, tornando a militare in Serie B. Nel campionato 1965-1966, l'ultimo disputato dai tigrotti tra i cadetti, disputa 28 partite, senza poter evitare la retrocessione della squadra. Rimane a Busto Arsizio anche per i due successivi campionati di Serie C, e nel campionato 1967-1968 si laurea capocannoniere del girone A di Serie C, con 20 reti in 27 partite.
Per esigenze di bilancio viene ceduto alla Salernitana, sempre in terza serie. Nella prima stagione realizza 12 reti, non sufficienti ad elevare i granata da una posizione di centroclassifica, mentre nelle annate successive diminuiscono presenze e reti, e perde il posto da titolare nel campionato 1970-1971, nel quale scende in campo in 8 occasioni.
Si trasferisce quindi al Trani, neopromosso in Serie C, disputando 24 partite di campionato; nella stagione 1973-1974 va a chiudere la carriera tornando alla Pro Patria, dove viene impiegato come regista di centrocampo nel campionato di Serie D.
In carriera ha totalizzato 62 presenze in Serie B, con le maglie di Brescia e Pro Patria.

### Allenatore
Entrato nello staff della Pro Patria come allenatore delle giovanili, nel febbraio 1980 subentra all'esonerato Vittorino Calloni; non essendo in possesso del patentino, viene affiancato da Eldino Danelutti.

## Palmarès

### Individuale
- Capocannoniere della Serie C: 1

1967-1968 (20 gol)